# Чесночное масло

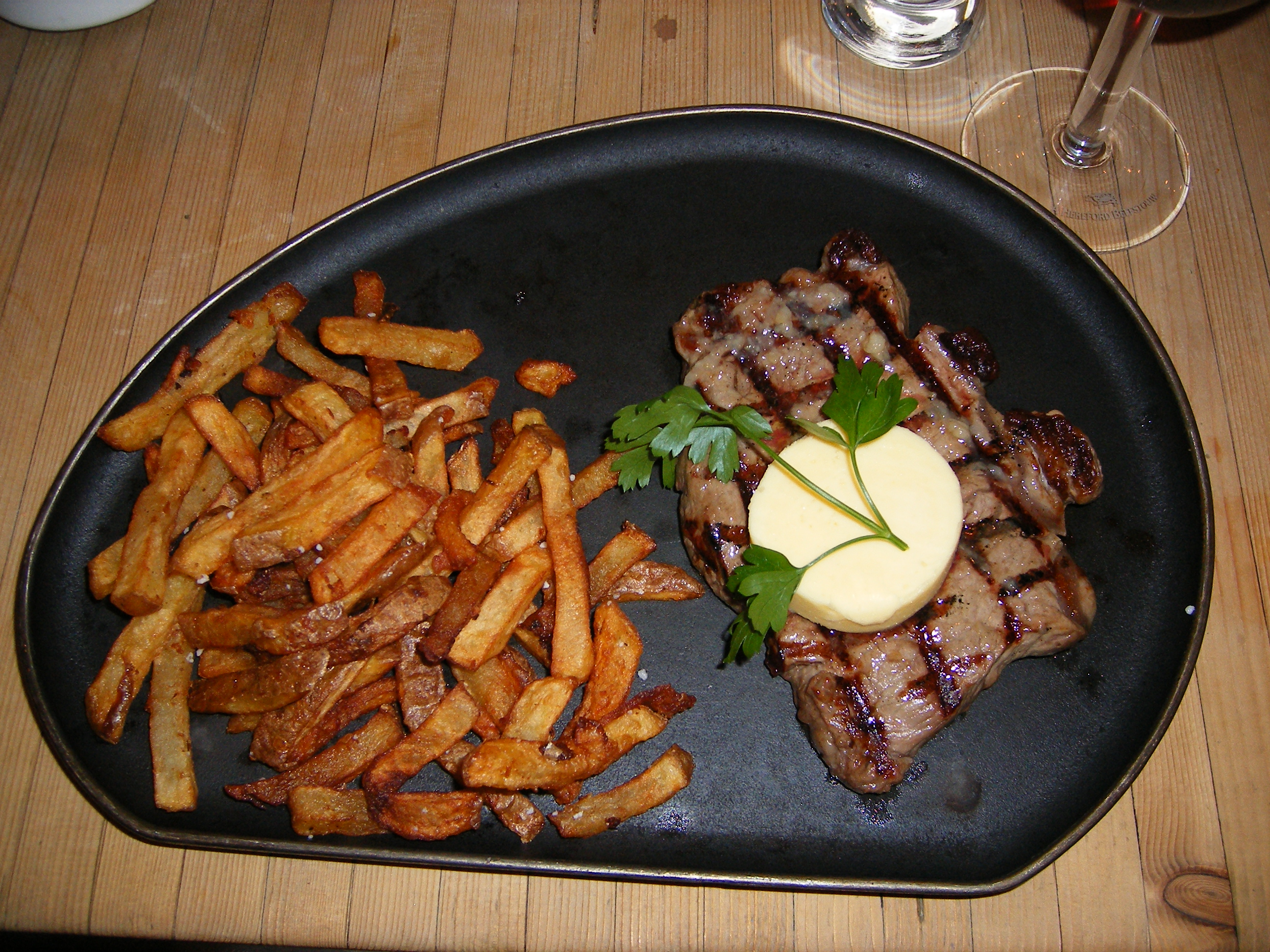
Антрекот, сервированный с кружком чесночного масла

Чесночное масло (фр. beurre à l'ail) — кулинарный продукт французской кухни, масляная смесь, сливочное масло с ароматом чеснока. Чесночным маслом гарнируют мясные блюда.
Для приготовления чесночного масла чесночные зубчики бланшируют или отваривают в воде до мягкости. Размягчённое сливочное масло взбивают с чесноком и затем протирают через сито или ткань. В некоторых рецептах также добавляют рубленую зелень петрушки. Как и другие масляные смеси, чесночное масло формуют и хранят в холодном месте.